# York House

Nota - Esta página é dedicada ao palácio inserido no complexo do St. James's Palace. Para outros palácios que usaram o mesmo nome, ver York House (desambiguação).
York House é um palácio londrino constituído por uma ala do complexo do Palácio de St. James. Foi construído para Frederico, Príncipe de Gales, por ocasião do seu casamento, em 1736, no local onde se erguia uma casa de provimentos (cantina) pertencente aos Guardas do Palácio de St. James, com frente para o Pátio dos Embaixadores e para a Cleveland Row, na parte noroeste do palácio. O Príncipe Frederico ocupou o novo edifício durante cerca de um ano, até que uma briga com o Rei o afastou da Corte.
Em 1795, a princesa Carolina de Brunsvique residiu em York House durante os preparativos para o seu casamento com o Príncipe de Gales, mais tarde Jorge IV. O Príncipe Ernesto Augusto, Duque de  Cumberland, posteriormente Rei de Hanover, viveu no palácio durante muitos anos; e a  Duquesa de Cambridge foi identificada com o edifício desde 1851 até à sua morte, em 1889. Entre as personalidades que habitaram York House posteriormente incluem-se o futuro Rei Jorge V  e os Príncipes Carlos, William e Harry, que o usaram antes de se mudarem para Clarence House.
A planta do edifício desenvolve-se da seguinte forma: um conjunto de salas pouco arrojadas no piso térreo, várias salas de estar no primeiro andar, um corredor nas traseiras, e as salas dos criados no piso do topo, todas estas salas voltadas para a Cleveland Row. Os tetos do andar superior são baixos, tendo a sua altura sido sacrificada em proveito das salas de estar do piso abaixo, uma prática comum nos palácios londrinos do século XIX.
O nome York House tem sido aplicado em diversas ocasiões a outros edifícios ocupados por vários Duques de York, incluindo os palácios conhecidos como Cumberland House, Dover House, Lancaster House e The Albany.